# Мичуриха (Тверская область)
Мичуриха — деревня в Борковском сельском поселении Бежецкого района Тверской области.

## География
Расположена южнее деревни юго-восточнее деревни Мешково и северо-восточнее деревни Ситьково, с которой соединена просёлочной дорогой. Севернее Мичурихи протекает река Лизенка.

## Население
| 2008 | 2010 |
| ---- | ---- |
| 1    | →1   |